# Бункер (ёмкость)
Бу́нкер — ёмкость для временного хранения жидких и сыпучих материалов.
Сотрудник, обслуживающий бункер, — бункеровщик.

## Классификация

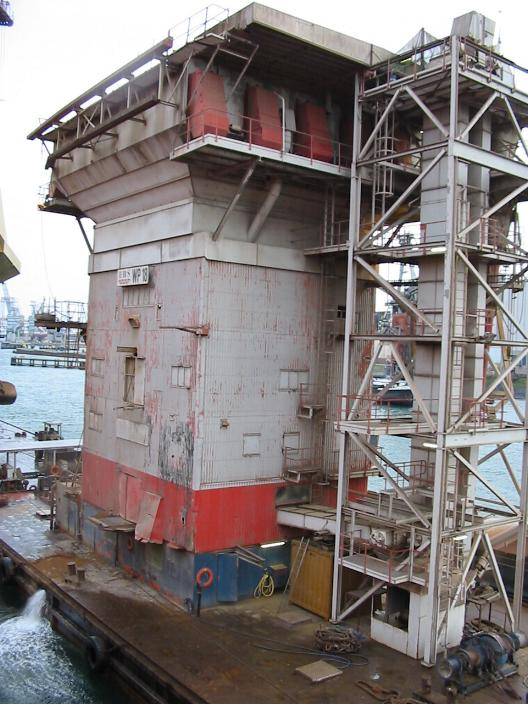
Бункер в гавани Роттердама

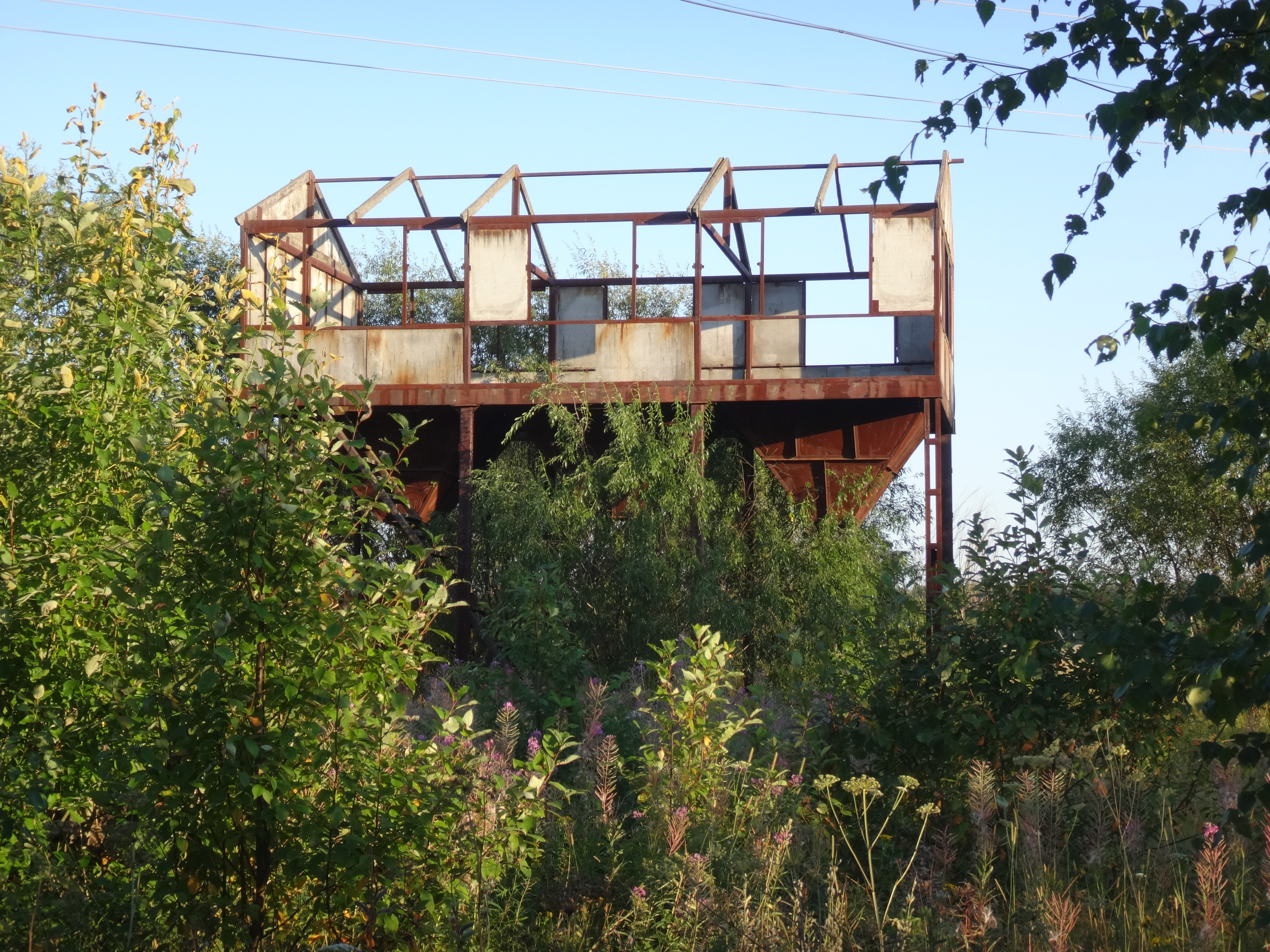
Бывший бункер для сыпучих грузов в деревне Слуды Вологодской области (2015)

Различают бункеры железобетонные (монолитные, сборные, смешанного типа), металлические, комбинированные. Кроме того, в качестве бункера могут использоваться горные выработки.
По назначению бункеры разделяют на технологические и аккумулирующие.
Технологические бункеры разделяют на:
- приёмные — для принятия материала при разгрузке вагонов, скипов, самосвалов;
- дозировочные — для регулируемой разгрузки, отдачи на конвейер (например, при шихтовании);
- обезвоживающие — для дренажного обезвоживания продуктов обогащения продуктов горного производства;
- компенсационные (демпфирующие) — для выравнивания нагрузки на отдельные технологические аппараты по выходному питанию;
- отгрузочные — для накопления и дальнейшей отгрузки продуктов обогащения в железнодорожные вагоны.